# سالند (إيران)
سالند هي مدينة إيرانية تقع في القسم سردشت من مقاطعة دزفول في محافظة خوزستان. حسب إحصاءات المركز الرسمي للإحصاءات الإيرانية في 2006 كان يسكن سالند 1841 شخص.